# Serica proclivis
Serica proclivis är en skalbaggsart som beskrevs av Ahrens 1999. Serica proclivis ingår i släktet Serica och familjen Melolonthidae. Inga underarter finns listade i Catalogue of Life.